# Camouflage (szoftver)
A Camouflage egy ingyenes titkosító program, mely a szteganográfia segítségével képes fájlokat elrejteni más fájlokban. A program segítségével bármilyen fájl elrejthető egy másik fájlban (formátumtól és mérettől függetlenül).
Továbbá Lehetőségünk van, hogy a fájlokat jelszóval védjük le, s ezeket a jelszavakat többféle titkosító algoritmussal (pl. DES) védhetjük.

## Lásd még
- titkosítás
- kriptográfia
- dekódolás
- PGP
- szteganográfia
- rejtjelezés